# 七丝鲚
七丝鲚（学名：Coilia grayii）为輻鰭魚綱鯡形目鳀科鲚属的鱼类，俗名凤尾鱼、马鲚、白鼻、马刀、黄鲚。分布于菲律宾以及东海南部以南各海河口一带，可上溯洄游到珠江水系的较大支流等，棲息深度可達50公尺，本魚從頭部至尾部逐漸變細，胸鰭具7個細絲，體長可達25公分，属于洄游性鱼类，繁殖期沿河口上溯洄产卵。该物种的模式产地在中国海。

## 扩展阅读
維基物種上的相關：七丝鲚